# 普瓦斯基 (伊利諾伊州)
普瓦斯基（英語：Pulaski）是位於美國伊利諾伊州普瓦斯基縣的一個村落。

## 地理
普瓦斯基的座標為37°13′00″N 89°12′22″W / 37.21667°N 89.20611°W，而該地最高點為海拔高度105米（即344英尺）。

## 人口
根據2010年美國人口普查的數據，普瓦斯基的面積為3.41平方千米，當中陸地面積為3.39平方千米，而水域面積為0.02平方千米。當地共有人口206人，而人口密度為每平方千米60人。